# Brittany Andrews
Michelle Carmel Barry (Milwaukee, 13 de agosto de 1973), más conocida como Brittany Andrews, es una actriz pornográfica estadounidense. Empezó su carrera como bailarina erótica, mientras vivía en Texas. Forma parte del Salón de la Fama de AVN.

## Biografía
Empezó trabajando en una compañía de suministros de belleza en Milwaukee antes de comenzar su carrera como bailarina erótica. Después de hacer sesiones de fotos para varias revistas masculinas, comenzó su carrera en el cine para adultos tras conocer a Jenna Jameson en 1995, durante una sesión de fotos en Jamaica para la revista Hustler.
En diciembre de 2003, fue nombrad Women In Adult (WIA) Board of Directors as the Talent Liaison.

Además de películas para adultos, también participó en varios programas de televisión por cable, incluyendo Playboy TV y Talking Blue, que ella co-producía. En Britco Pictures, Andrews protagonizó, dirigió y produjo películas de contenido sexual, como strap on movie Brittany's Bitch Boys. y Lesbians in Lust.
Ha promovido el uso de condones para las escenas de sexo duro.
En 2007, apareció en un episodio de The Tyra Banks Show.
En febrero de 2008, anunció su retirada del porno, señalando su voluntad de trasladarse a Nueva York para asistir a la Escuela de Cine de Nueva York.
En 2010, retomó su carrera rodando la versión X de la serie Sex and the City.

## Premios
- AVN Hall of Fame[9] 2008

- 2012 - AVN Awards for Crossover Star of the Year (Nominated)
- 2012 - XBIZ Awards for Crossover Star of the Year (Nominated)
- 2013 - XBIZ Awards for Crossover Star of the Year (Nominated)
- 2014 - XBIZ Awards for Crossover Star of the Year (Nominated)